# Zoològic humà

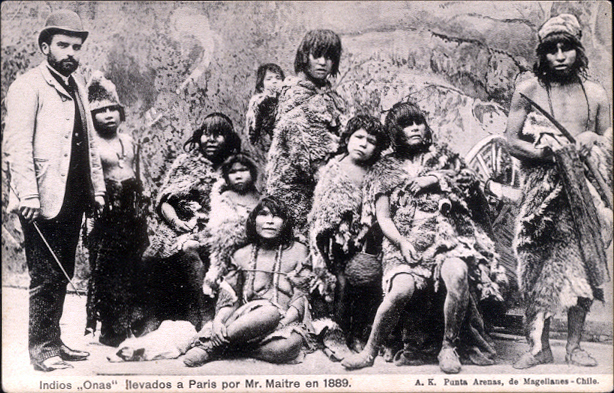
Nadius de la Terra del Foc (Patagònia argentina) portats a París pel Maître l'any 1889.

Un zoològic humà és un espectacle en què es mostraven aborígens reproduint la seva vida quotidiana en escenaris reconstituïts per al públic. De la mateix manera que es feia amb els zoològics d'animals salvatges, els europeus podien conèixer l'aspecte i els costums dels humans "exòtics" sense haver de viatjar lluny del seu espai de confort.
Aquest terme aparegué durant la dècada del 2000 per mor de descriure l'actitud dels imperis colonials amb les poblacions autòctones. Aquests desplaçaments de poblacions i escenificacions es veieren accelerats a conseqüència de les diverses exposicions colonials, com ara l'Exposició colonial internacional de París, que es feren als imperis occidentals a partir de la segona part del segle xix. Estes exhibicions seguirien el model marcat per Carl Hagenbeck, promotor de les realitzades al Jardí d'Aclimatació de París. El seu model es basava en exhibir grups d'animals i humans, els quals a poc a poc agafaren el protagonisme. Estes mostres es mantingueren des de la dècada de 1870 fins a la dècada de 1930. A partir de 1870 este tipus d'exhibicions es va estendre per les principals capitals europees, destacant principalment París i Londres.

### Antecedents
Una de les atestacions més antigues de zoològics humans data del segle xv, durant el regne del monarca asteca Moctezuma II. A la cort d'aquell sobirà s'hi podia veure no només una col·lecció considerable d'animals de tota mena sinó també éssers humans amb característiques peculiars com ara nans, albins o geperuts.

Més tard, durant el Renaixement, els Mèdicis van reunir una gran varietat d'animals al Vaticà, així al segle xvi el Cardinal Hipòlit de Mèdici ostentava una col·lecció de persones d'orígens diversos (tàtars, indis, turcs, africans…), que parlaven més de vint llengües diferents, i molts animals exòtics.
L'any 1897 es va obrir una mostra a Barcelona, a un solar de la Ronda Universitat, on es mostraren membres del poble dels Aixanti.
Més endavant, el 1900, es va exposar un grup de senegalesos al Tibidabo i el 1925 un grup de Fula al mateix lloc.